# Canarium luzonicum
Canarium luzonicum, auch Manilaelemi oder Manilaelemibaum, ist eine Baumart aus der Familie der Balsambaumgewächse (Burseraceae), die auf den Philippinen beheimatet ist.

## Beschreibung

### Vegetative Merkmale
Canarium luzonicum ist ein immergrüner Baum, der bis zu 35 m Wuchshöhe und einen Durchmesser von 100 cm oder mehr erreichen kann. Die 4–6(–8) mm dicken, verkahlenden Zweige sind mit Lentizellen besetzt. Die Rinde der Zweige enthält Harzgänge. Das Mark weist zahlreiche, randlich angeordnete Leitbündel auf. Die Laubblätter sind schraubig gestellt. Die meist früh abfallenden Nebenblätter sind am Blattstiel entweder an seinem Grund oder bis maximal 5 mm ober seiner Ansatzstelle am Zweig eingefügt. Sie sind kreisförmig, haben etwa 8 mm im Durchmesser, sind ganzrandig und flaumig behaart. 
Die gestielten und unpaarig gefiederten, kahlen Blattspreiten bestehen aus etwa drei bis neun Fiederpaaren. Die kurz gestielten, schwach ledrigen, eilanzettlichen bis länglichen oder elliptischen, ganzrandigen Fiederblättchen sind 6,5–25 cm lang und 3,5–8,5 cm breit. Sie besitzen einen keilförmigen bis abgerundeten, stumpfen, teils herzförmigen Grund und sind vorne spitz bis zugespitzt oder bespitzt bis abgerundet. Die Nervatur der Blättchen ist parallel schräg-vorwärts, teils wechselnd gefiedert. Die Seitennerven sind randseitig nach vorne abgebogen, den Rand nicht erreichend.

### Generative Merkmale
Die Geschlechtsverteilung ist zweihäusig. Die Blütenstände sind blattachselständige Rispen, die zu mehreren gehäuft im Bereich der Zweigenden stehen. Durch das frühe Abfallen ihrer Tragblätter wird ein endständiger Gesamtblütenstand vorgetäuscht. Die männlichen Blütenstände sind 10–25 cm, die weiblichen 5–18 cm lang. Ihre bis zu 4,5 cm langen Hauptäste sind bei den männlichen Blütenständen reichblütig, bei den weiblichen tragen sie bis fünf Blüten. Die Achsen der Blütenstände verkahlen. Die Tragblätter und Vorblätter im Blütenstand leiten sich von paarweise miteinander verwachsenen Nebenblättern her und ähneln diesen.
Die radiärsymmetrischen, dreizähligen, eingeschlechtigen, duftenden Blüten sind grünlich bis cremefarben. Die fast sitzenden, männlichen Blüten sind 2,5–4 mm lang. Die steif gestielten, weiblichen Blüten besitzen einen konkaven Blütenboden und sind 6–8 mm lang. Die drei am Grund miteinander verwachsenen, in der Knospe klappigen Kelchblätter sind an der Außenseite flaumhaarig. In männlichen Blüten ist der Kelch ungefähr 1,5 mm hoch, in weiblichen etwa 5 mm. Die drei freien, in der Knospe dachziegelig deckenden Kronblätter haben einwärts gekrümmte, klappig deckende Spitzen. Sie sind im zentralen Teil verdickt und mit Ausnahme der Basis und der Ränder an der Außenseite flaumig behaart. 
Die Staubblätter sind kahl. Die Staubbeutel sind in der Nähe ihres Grundes dorsifix, also an ihrem Rücken dem Staubfaden angeheftet. Sie öffnen sich in Längsrichtung und sind intrors, also mit ihren Pollensäcken zum Blütenzentrum hin gewandt. In männlichen Blüten sind in der Regel sechs freie Staubblätter vorhanden, es können aber auch die drei vor den Kronblättern stehenden reduziert sein. In weiblichen Blüten sind die sechs reduzierten und sterilen Staubblätter am Grund etwas miteinander verwachsen. 
Der Nektardiskus liegt innerhalb der Staubblätter. In männlichen Blüten bildet er ein massives, flaches, etwa 1/3 mm hohes, dicht filzig behaartes Kissen. In weiblichen Blüten ist der kahle Diskus mit dem Blütenboden verwachsen, besitzt aber einen freien Rand. In männlichen Blüten fehlt der Stempel oder ist verkümmert, in weiblichen Blüten besitzt der oberständige, behaarte Stempel einen kugeligen Fruchtknoten und einen kurzen, einfachen Griffel mit kugeliger Narbe. In jedem Fach des dreifächerigen Fruchtknotens sind zwei zentralwinkelständige Samenanlagen vorhanden.
Die 4–10 cm langen, kahlen Fruchtstände umfassen ein bis fünf Früchte. Der im Fruchtzustand persistente und flach ausgebreitete kleine Kelch hat einen Durchmesser von 10–12 mm. Bei den Früchten handelt es sich um pflaumenähnliche, blau-schwarze, kahle Steinfrüchte mit fleischigem Mesokarp. Sie sind eiförmig bis ellipsoid, im Querschnitt rundlich bis leicht dreieckig und 3–5 cm lang sowie 1,5–2,5 cm breit. Der glatte, leicht kantige Steinkern besteht aus drei Kammern, von denen meist nur eine, selten auch eine zweite, jeweils einen einzigen Samen enthält und die anderen reduziert, klein und steril sind. Der Steinkern öffnet sich bei der Keimung mit einem 2,5 mm dicken Deckel. Der Same ist nährgewebslos, d. h., er enthält kein Endosperm, aber die fleischigen Keimblätter sind ölhaltig.
Canarium luzonicum blüht hauptsächlich in den Monaten August und September. Die Blütezeit erstreckt sich aber insgesamt von April bis Oktober. Die Art kann in der Zeit vom August bis in den Mai hinein fruchten, der Höhepunkt der Fruchtzeit liegt aber in den Monaten Jänner und Februar.

## Verbreitung und Lebensraum
Canarium luzonicum ist auf den nördlichen und zentralen Philippinen endemisch. Die Art ist dort von den Inseln Luzon, Alabat, Mindoro, Ticao, Masbate und Bohol bekannt.
Die Art kommt in primären tropischen Regenwäldern in niedrigen bis mittleren Höhenlagen vor.

## Taxonomie
Die Art wurde zuerst im Jahr 1837 vom spanischen Ordenspriester und Botaniker Francisco Manuel Blanco als Canarium album beschrieben. Der deutsch-niederländische Botaniker Carl Ludwig Blume beschrieb sie im Jahr 1850 noch einmal unter dem Namen Pimela luzonica, nachdem er erkannt hatte, dass die von Blanco behandelte Art nicht mit der schon länger bekannten Pimela alba Lour. (= Canarium album (Lour.) DC.) übereinstimmte. Den heute gültigen Namen Canarium luzonicum erhielt die Art 1854 durch den US-amerikanischen Botaniker Asa Gray. Canarium carapifolium Perkins, Canarium commune Fern.-Vill., Canarium oliganthum Merr., Canarium polyanthum Perkins, Canarium triandrum Engl. sind weitere Synonyme.

## Nutzung
Der Baum sondert ein weiches, weißes Harz, das Manilaelemi, ab, das an der Luft erhärtet und als Räucherwerk verwendet wird. Die Samen (Pilinüsse) sind essbar, auch kann ein Pflanzenöl (Pilinussöl) aus ihnen gewonnen werden. Pilinüsse liefert auch Canarium ovatum.
Das Fruchtfleisch wird gekocht gegessen, auch kann ein Öl daraus gepresst werden. Junge Sprossen werden auch gegessen. 
Die Rinde und das Harz werden medizinisch verwendet.